# Koturnizem
Koturnizem je zastrupitev z mesom prepelic (Coturnix coturnix), ki se kaže predvsem z razkrojem skeletnega mišičja (rabdomiolizo), posledično pa lahko pride do smrti zaradi šoka in odpovedi ledvic. Navadno se pojavi na območju Mediterana med jesensko selitvijo prepelic.

## Selitve prepelic
Do zastrupitev navadno pride v času jesenskih selitev (migracij) prepelic preko Sredozemskega morja na podeželskih mediteranskih območjih. Glede na podatke v zadnjem stoletju prepelice niso nikoli strupene zunaj selitvene sezone, prav tako pa veliki delež prepelic ni strupen niti med selitvijo. Obstajajo tri selitvene poti, vsaka pa ima svoje toksikološke značilnosti. Vzhodna pot poteka preko doline reke Nil, ob Sinajskem polotoku, proti Grčiji in v okviru te poti tudi pride do večine zastrupitev jeseni. Zahodna pot, ki poteka od Alžirije do Francije, je povezana z zastrupitvami samo v času spomladanskih selitev. Osrednja pot, ki poteka preko Italije, ni povezana z zastrupitvami.
V preteklosti so prepelice množično lovili, zato je bila incidenca zastrupitev toliko višja. V današnjem času se je obseg selitev in s tem incidenca zastrupitev zmanjšala zaradi modernega kmetijstva in suše na območju Sahela, k temu pa prispeva tudi vzreja prepelic na farmah, kar omejuje zaužitje divjih prepelic.

## Etiopatogeneza
Natančni vzrok strupenosti prepelic je še vedno predmet razprav. Najverjetnejši vzrok je zaužitje semen pikastega mišjaka, ki vsebujejo različne toksične alkaloide, med katerimi je najpomembneši koniin. Predlagana so bila tudi semena teloha, žuželke, katerih prehrana vsebuje med ostalim  aristolohijsko kislino, ter semena ustnatic vrste Slachys annua.
V okviru sistemskih zapletov obsežnejše rabdomiolize privedeta do smrtno nevarnih zapletov hipovolemični šok, ki nastane zaradi ekstravazacije plazme v poškodovane mišice, ter uhajanje potencialno toksičnih sestavin mišičnih vlaken v krvni obtok. Med resne sistemske zaplete sodijo šok, ledvična odpoved (toksično delovanje kristalov mioglobina in sečne kisline), srčne aritmije (predvsem zaradi hiperkaliemije) ter diseminirana intravaskularna koagulacija (DIK).

## Klinični simptomi in znaki
Klinični simptomi se običajno pojavijo v času od 1-9 ur od zaužitja mesa. V nasprotju z drugimi zastrupitvami s hrano so nevrološki znaki odsotni, prevladujejo pa znaki rabdomiolize. Občutljivost je odvisna od človeka do človeka, saj zboli le en človek od štirih, ki zaužije meso. Zastrupljene hrane se ne more razlikovati ne na osnovi vonja kot tudi ne okusa. Nobena tehnika kuhanja ni uspešna v razstrupljanju hrane.
V začetnih fazah se zastrupitev kaže kot splošna oslabelost mišic, bolečine v udih, slabost in bruhanje, pozneje pa kot hude bolečine v mišicah in ohromitev (paraliza) nog, urin pa se obarva temno rjavo zaradi mioglobinurije. V hudih primerih se pojavijo znaki sistemske prizadetosti, npr. zaradi šoka.

## Zgodovina
Primer toksične rabdomiolize naj bi bil opisan že v Svetem pismu, in sicer v Stari zavezi, kjer je Bog kaznoval sestradano izraelsko ljudstvo zaradi dvoma v smiselnost eksodusa.
Prepelice kot standardni primer živali, ki lahko brez posledic pojejo hrano, strupeno za človeka, so navajali mnogi znani filozofi in zdravniki, med ostalim Aristotel, Lukrecij, Galen, Filon Aleksandrijski in Sekst Empirik.